# Kanton Les Corbières Méditerranée
Les Corbières Méditerranée ( tot 2015 Kanton Sigean ) is een kanton van het Franse departement Aude. Het kanton maakt deel uit van het arrondissement Narbonne.
De naam werd gewijzigd bij decreet van 27 december 2015 met uitwerking op 1 januari 2016.

## Gemeenten
Het kanton omvat de volgende 11 gemeenten:
- Caves
- Feuilla
- Fitou
- La Palme
- Leucate
- Peyriac-de-Mer
- Port-la-Nouvelle
- Portel-des-Corbières
- Roquefort-des-Corbières
- Sigean (hoofdplaats)
- Treilles

Bij de herindeling van de kantons in 2014/2015 werd de samenstelling niet gewijzigd.